# Yasuo Fukuda
Yasuo Fukuda (福田 康夫 Fukuda Yasuo?) (Takasaki, 16 de julio de 1936) es un político japonés. Fue designado como 91º primer ministro de Japón el 25 de septiembre 2007, siendo su partido mayoritario en la cámara baja del parlamento. Dimitió el 1 de septiembre de 2008.

## Biografía
Yasuo asistió a la Preparatoria Azabu (Azabu High School) y luego se graduó en Economía por la Universidad de Waseda (早稲田大学) en 1959. Luego, integró la compañía petrolífera Maruzen (丸善石油株式会社, Maruzen Sekiyu Kabushikigaisha), actualmente parte de la petrolera Cosmo (コスモ石油株式会社). Fue trasladado a los EE. UU. de 1962 a 1964.
En 1976, cuando su padre accedió al poder, le nombró secretario político. De 1978 a 1986, fue el director del Instituto financiero Kinzai.

## Carrera política
En 1990, obtuvo su primer mandato electoral, en la Cámara de los representantes. Tuvo que esperar el año 1997 para ser elegido director del Partido Liberal Democrático. Tres años después, fue nombrado jefe de gabinete del primer ministro Yoshirō Mori (森 喜朗). Dimitió en 2004 luego de una serie de escándalos vinculados al sistema de pensiones japonés.
Después de la dimisión de Shinzō Abe (安倍 晋三), fue elegido presidente del Partido Liberal Democrático (自由民主党) el 23 de septiembre de 2007 y accedió al puesto de primer ministro el 25 de septiembre 2007, dimitiendo el 1 de septiembre 2008
2007 de septiembre de 25 de abrir la elección nominación al primer ministro (elecciones candidatura encabezada) en el partido gobernante tiene una mayoría Cámara de Representantes pero se nombra en la inmensa mayoría de, al revertir la oposición una mayoría de la Cámara de Consejeros en, el Partido Demócrata de El fenómeno simbólico de la " Dieta Retorcida " (Dieta de Inversión) que Ichiro Ozawa designó ocurrió Ambas cámaras del Congreso se llevaron a cabo, pero las discusiones no se finalizaron. De conformidad con las leyes y reglamentos, la resolución de la Cámara de Representantes se convirtió en la decisión de la Dieta, y Fukuda fue nombrado primer ministro . En la conferencia de prensa , Fukuda señaló que el PLD puede perder su administración si es diferente, incluso en un solo paso, y lo nombró "Gabinete Jin Backwater".
Al día siguiente, el 26 de septiembre, después de la ceremonia de los padres en Miyanaka, fue inaugurado oficialmente como el 91º primer ministro, y se convirtió en el primer primer ministro de padres e hijos en la historia de Japón. La edad de inauguración, 71, es extrañamente la misma edad en que el padre, Tatsuo, asumió el cargo de primer ministro (Tatsuo tiene 71 años, 11 meses y 10 días, Yasuo tiene 71 años, 2 meses y 10 días).
En noviembre del mismo año , Fukuda e Ichiro Ozawa, un representante del Partido Demócrata, buscaron un plan para una gran coalición. Fue. # 169 Sesión de la Dieta en, resolución de censura es 1998 de octubre de 16 de de Fukushiro Shiro ha sido aprobada por la Cámara de Consejeros en desde la primera vez en 10 años, al día siguiente de la resolución de la confianza del gabinete fue aprobada en la Cámara de Representantes. Es la tercera persona después de Yoshikazu Tanaka [Nota 2] y Shigeru Yoshida [Nota 3] que pasó la resolución a la pregunta y responsabilidad del primer ministro, que es la primera en la constitución actual de la Cámara de Consejeros.